# Конка-де-Барбера
Конка-де-Барбера (исп. Cuenca de Barberá,  кат. Conca de Barberà)  — район (комарка) в Испании, входит в провинцию Таррагона в составе автономного сообщества Каталония.

## Муниципалитеты
1. Барбера-де-ла-Конка
2. Бланкафорт
3. Конеса
4. Ла-Эсплуга-де-Франколи
5. Форес
6. Лес-Пилес
7. Льорак
8. Монблан (Таррагона)
9. Пасанан-и-Бельталь
10. Пира
11. Понтильс
12. Рокафорт-де-Керальт
13. Санта-Колома-де-Керальт
14. Сарраль
15. Савалья-дель-Комтат
16. Сенан
17. Соливелья
18. Вальклара
19. Вальфогона-де-Риукорб
20. Виланова-де-Прадес
21. Вилаверд
22. Вимбоди-и-Поблет